# Дюневальд, Иоганн Генрих фон
Граф Иоганн Генрих фон Дюневальд (нем. Johann Heinrich von Dünewald; 21 февраля 1617, Кобленц — 31 августа 1691, Эссег (ныне Осиек, Хорватия) — австрийский военачальник, фельдмаршал Священной Римской империи (1688).

## Биография
Служил сперва на шведской, позже — на службе Священной Римской империи. В 1664 году в ходе Австро-турецкой войны отличился в битве при Сентготхарде.
Получил чин генерал-майора и в 1670 году получил под начало кирасирский полк, которым командовал более двадцати лет. Позже оказал важные услуги в победе над французами в сражении при Засбахе под командованием Раймондо Монтекукколи
В 1675 году император Священной Римской империи Леопольд I возвёл его в графское достоинство и назначил генералом кавалерии.
В 1682 году стал Фельдмаршал-лейтенантом. Во время Великой Турецкой войны и осады османами Вены участвовал в защите Кремса, где разгромил сильный турецкий военный отряд. Затем помог прорыву осады турками Вены, возглавил преследование врагов после битвы в Каленберге . В октябре 1683 года в в битве под Парканами и при осаде Эстергома 24 октября 1683 года сражался под командованием Карла V, герцога Лотарингского. Затем в 1684 году Дюневальд возглавил швабские вспомогательные войска для первой осады Офена (Будапешта).
В 1685 году сыграл важную роль в победе в сражении при Гране, 14 августа 1686 года разбил турецкую армию, идущую на помощь при осаде Офена (Будапешта). После битвы при Мохаче (1687) командовал кавалерийским корпусом против оставшегося в Эссеге турецкого резерва, который он оттеснил обратно в Белград. Затем, в октябре 1687 года освободил всю Славонию и взял там все крепости. За это 31 марта 1688 года получил чин фельдмаршала Священной Римской империи.
При осаде Белграда командовал всей имперской кавалерией. В 1689 году сражался на Рейне и освободил Гейдельберг . В 1691 году командовал левым крылом в битве при Сланкамене .
По пути в Вену умер в Эссеге в 1691 году.